# Bernard Poignant
Bernard Poignant  (* 19. September 1945 in Vannes, Département Morbihan) ist ein französischer Politiker (Parti socialiste).  Er war Abgeordneter im Europaparlament, der französischen Nationalversammlung und war langjähriger Bürgermeister von Quimper.

## Leben
Er studierte an der Universität Rennes 2 Geschichte und erhielt seine Agrégation im Jahr 1970. Von 1981 bis 1986 und von 1988 bis 1993 war Poignant Abgeordneter in der Nationalversammlung. Von 1989 bis 2001 und von 2008 bis April 2014 war er Bürgermeister (Maire) von Quimper. Mitglied des Europäischen Parlaments (MdEP) war er von 1999 bis 2009. Während seiner Zeit als Abgeordneter gehörte er  der Sozialdemokratischen Partei Europas und der gleichnamigen Fraktion im Europäischen Parlament an. Seine parlamentarischen Aktivitäten umfassten die Stärkung der Sicherheit auf See und im Ausschuss für Fischerei die Reform der Gemeinsamen Fischereipolitik. Daneben war er im Laufe seiner Amtszeit unter anderem Mitglied im Ausschuss für Landwirtschaft und ländliche Entwicklung, Ausschuss für Verkehr und Fremdenverkehr, Ausschuss für regionale Entwicklung und der Delegation für die Beziehungen zu den Ländern Südostasiens und der Vereinigung südostasiatischer Nationen (ASEAN). Nach seiner Niederlage bei den Kommunalwahlen in Quimper trat er 2014 von seinen politischen Ämtern zurück.